# Guitar Songs
Guitar Songs – drugi minialbum amerykańskiej wokalistki Billie Eilish, składający się z dwóch utworów „TV” i „The 30th”. Wydawnictwo ukazało się 21 lipca 2022 nakładem wytwórni Darkroom i Interscope Records.

## Tło i wydanie
Guitar Songs składa się z „TV” i „The 30th”, dwóch sentymentalnych ballad z aranżacją gitary. Pierwsza z nich porusza temat porzucenia, natomiast druga, zdaniem krytyków bardziej osobista, opisuje wypadek samochodowy, którego miała być świadkiem 30 listopada 2021. Utwór „The 30th” został napisany 30 grudnia 2021. Piosenka „TV” zainspirowana została sprawą sądową Dobbs przeciwko Jackson Women’s Health Organization, która odbywała się w Sądzie Najwyższym USA i dotyczyła prawa aborcyjnego. Początkowo piosenki miały być częścią trzeciego albumu studyjnego piosenkarki (Hit Me Hard and Soft z 2024), jednak Billie Eilish stwierdziła, że nie chce czekać z wydaniem utworów, które zdawały się jej aktualne na tamten moment.
Utwór „TV” został premierowo wykonany przez Eilish 7 czerwca 2022 w Manchesterze, podczas koncertu z trasy Happier Than Ever. Piosenki w formie minialbumu zostały wydane bez wcześniejszej zapowiedzi 21 lipca 2022, za pośrednictwem wytwórni Darkroom i Interscope Records. Utwory „TV” i „The 30th” pojawiły się na listach przebojów wielu państw. W Stanach Zjednoczonych single znalazły się odpowiednio na 52. i 79. miejscu listy Billboard Hot 100. Piosenka „The 30th” została wykonana po raz pierwszy na żywo w trakcie koncertu w Manili. 21 września 2022 Eilish udostępniła na swoim profilu YouTube nagranie piosenek w wersji live z koncertu w Singapurze.

## Lista utworów
Opracowano na podstawie materiału źródłowego. 
| Nr | Tytuł utworu | Autorzy                           | Długość |
| -- | ------------ | --------------------------------- | ------- |
| 1. | „TV”         | Billie Eilish · Finneas O’Connell | 4:41    |
| 2. | „The 30th”   | Eilish · O’Connell                | 3:36    |
|    |              |                                   | 8:17    |

## Notowania
| „TV”                                  | Najwyższa pozycja |
| ------------------------------------- | ----------------- |
| Australia (ARIA)                      | 23                |
| Francja (SNEP)                        | 173               |
| Irlandia (IRMA)                       | 17                |
| Kanada (Canada Hot 100)               | 30                |
| Litwa (Latvian Airplay Top 50)        | 26                |
| Niemcy (Official German Charts)       | 81                |
| Holandia (Single Top 100)             | 67                |
| Japonia (Billboard Japan)             | 16                |
| Nowa Zelandia (RIANZ)                 | 17                |
| Portugalia (AFP)                      | 54                |
| Stany Zjednoczone (Billboard Hot 100) | 52                |
| Szwecja (Sverigetopplistan)           | 22                |
| Szwajcaria (Media Control AG)         | 33                |
| Wielka Brytania (OCC)                 | 23                |

| „The 30th”                            | Najwyższa pozycja |
| ------------------------------------- | ----------------- |
| Australia (ARIA)                      | 31                |
| Irlandia (IRMA)                       | 20                |
| Kanada (Canada Hot 100)               | 48                |
| Litwa (Latvian Airplay Top 50)        | 70                |
| Holandia (Single Top 100)             | 100               |
| Nowa Zelandia (RIANZ)                 | 22                |
| Stany Zjednoczone (Billboard Hot 100) | 79                |
| Szwajcaria (Media Control AG)         | 88                |
| Wielka Brytania (OCC)                 | 33                |